# Ludwig von Wasserschleben
Karl Christian Ludwig Wasserschleben, seit 1858 von Wasserschleben, (* 4. Mai 1798 in Bialystok; † 23. Juli 1867 in Warmbrunn) war ein preußischer General der Infanterie sowie Generalinspekteur des Ingenieur- und Pionierkorps.

## Leben

### Herkunft
Ludwig war der Sohn von Karl Christian Wasserschleben und dessen Ehefrau Karoline, geborene Clausen († 1840). Sein Vater war als Geheimer Regierungsrat in Südpreußen und später in Liegnitz tätig.

### Militärkarriere
Wasserschleben besuchte die Ritterakademie in Liegnitz und trat während der Befreiungskriege Ende April 1814 als Schütze in die Depotkompanie des Schlesischen Schützen-Bataillons der Preußischen Armee ein. Er absolvierte kurzzeitig die Kriegsschule in Breslau und nahm als Portepeefähnrich während des Sommerfeldzuges 1815 an den Schlachten bei Ligny und Waterloo teil. Bei Issy wurde Wasserschleben verwundet und mit dem Eisernen Kreuz II. Klasse ausgezeichnet. Nach dem Zweiten Pariser Frieden zur weiteren Ausbildung an die Allgemeine Kriegsschule kommandiert, wurde er dort im April 1816 zum Sekondeleutnant befördert. 1818 folgte seine Kommandierung zum Topographischen Büro.
Aufgrund seiner an der Kriegsschule gezeigten Begabung für das Ingenieur- und Pionierwesen wurde Wasserschleben Ende Juli 1820 in das Ingenieurkorps versetzt. Er war zunächst bei der 1. Ingenieur-Brigade und der Garde-Pionier-Abteilung und kam im September 1823 als Adjutant zur Inspektion der Schlesischen Festungen. In dieser Funktion wurde Wasserschleben am 2. Oktober 1824 Premierleutnant und am 29. September 1828 unter Belassung in seiner Stellung zur 2. Ingenieur-Inspektion versetzt. 1832 war er zu Fortifikationsarbeiten in Glogau. Im Jahr darauf wurde Wasserschleben zur 5. Pionier-Abteilung sowie am 26. April 1835 als Kapitän und Chef der 1. Kompanie zur 3. Pionier-Abteilung versetzt. Nach zwei Jahren im Truppendienst folgte seine Ernennung zum Adjutanten der 3. Ingenieur-Inspektion. Ende Oktober 1841 wurde Wasserschleben zweiter Adjutant bei der Generalinspektion der Festungen und am 30. März 1844 zum Major befördert. Am 26. September 1848 ernannte man ihn zum Vorstand der Ingenieurabteilung im Kriegsministerium. Gleichzeitig war er auch als Mitglied der Studiendirektion der Allgemeinen Kriegsschule tätig und stieg im März 1852 zum Oberstleutnant sowie zwei Jahre später zum Oberst auf. Am 15. März 1855 beauftragte man Wasserschleben mit der Wahrnehmung der Geschäfte als Direktor des Allgemeinen Kriegsdepartements im Kriegsministerium. Er war dann von Oktober 1855 bis April 1857 Direktor des Departements, wurde anschließend Inspekteur der 3. Ingenieur-Inspektion und in dieser Stellung am 9. April 1857 zum Generalmajor befördert. Für sein Wirken um das Ingenieurwesen erhob König Friedrich Wilhelm IV. Wasserschleben am 7. August 1858 in den erblichen preußischen Adelsstand.
Am 2. Oktober 1860 wurde er Inspekteur der 1. Ingenieur-Inspektion. Ab November 1860 fungierte Wasserschleben zeitgleich auch als Inspekteur der Vereinigten Artillerie- und Ingenieurschule sowie als Präses der Prüfungskommission für Hauptleute und Premierleutnants des Ingenieurkorps. Er avancierte am 18. Oktober 1861 zum Generalleutnant und erhielt am 17. März 1863 den Roten Adlerorden I. Klasse mit Eichenlaub. Am 9. April 1863 beauftragte man Wasserschleben dann mit der Wahrnehmung der Geschäfte als zweiter Generalinspekteur der Festungen und am 9. Januar 1864 wurde er in dieser Funktion bestätigt. Einen Monat später entband man ihn von seiner Stellung als Präses der Prüfungskommission. Anlässlich seines 50-jährigen Dienstjubiläums würdigte ihn König Wilhelm I. durch die Verleihung des Kronenordens I. Klasse. Am 21. Mai 1864 wurde Wasserschleben zur Stellvertretung des erkrankten Generalinspekteurs des Ingenieurkorps, des Fürsten Radziwill, kommandiert. Nachdem man ihn im April 1865 von seinem Verhältnis als Inspekteur der Vereinigten Artillerie- und Ingenieurschule entbunden hatte, wurde Wasserschleben am 24. Mai 1866 nach der Verabschiedung des Fürsten Radziwill zum neuen Generalinspekteur ernannt. In dieser Eigenschaft wurde er am 20. September 1866 zum General der Infanterie befördert. Er starb im Jahr darauf im Ausübung seines Dienstes.

### Familie
Wasserschleben hatte sich am 15. Juni 1832 in Liegnitz mit Auguste Marie Pilarski (1810–1882) verheiratet. Sie war die Tochter des Regierungsrates Gottlieb Pilarski aus Liegnitz. Aus der Ehe gingen drei Söhne und zwei Töchter hervor.